# مولد نویز

منبع نویز مبتنی‌بر دیود زنر

مولد نویز (به انگلیسی: Noise generator) مداری است که نویز الکتریکی تولید می‌کند (یعنی سیگنال تصادفی). مولدهای نویز برای آزمایش سیگنال‌ها برای اندازه‌گیری شکل نویز، پاسخ فرکانسی و پارامترهای دیگر استفاده می‌شوند. از مولد نویز نیز برای تولید اعداد تصادفی استفاده می‌شود.

## اصل کلی
چندین مدار برای مولد نویز وجود دارد. به عنوان مثال، مقاومت‌های کنترل‌شده با دما، دیودهای لامپی محدود دما، دیودهای زنر و لامپ‌های تخلیه گاز. منبعی که می‌توان آن را روشن و خاموش کرد («دریچه‌ای») برای برخی از روش‌های آزمایش مفید است.
مولدهای نویز معمولاً به یک فرایند اساسی نویز مانند نویز گرمایی یا نویز شات تکیه می‌کنند.